# Ribeirão Anhumaí
Der Ribeirão Anhumaí ist ein etwa 64 km langer rechter Nebenfluss des Rio Ivaí im Norden des brasilianischen Bundesstaats Paraná.

## Geografie

### Lage
Das Einzugsgebiet des Ribeirão Anhumaí befindet sich südlich von Paranavaí auf dem Terceiro Planalto Paranaense (Dritte oder Guarapuava-Hochebene von Paraná).

### Verlauf
Sein Quellgebiet liegt im Munizip Nova Esperança auf 576 m Meereshöhe im Stadtteil Jardim Brasil an der PR-555.
Der Fluss verläuft in westlicher Richtung. Er fließt zwischen den Munizipien Paraíso do Norte und Sǎo Carlos do Ivaí von rechts in den Rio Ivaí. Er mündet auf 261 m Höhe. Die Entfernung zwischen Ursprung und Mündung beträgt 40 km. Er ist etwa 64 km lang.

### Munizipien im Einzugsgebiet
Am Ribeirão Anhumaí liegen fünf Munizpien: 
- Nova Esperança
- Alto Paraná
- Tamboara
- Paraíso do Norte
- Sǎo Carlos do Ivaí.